# Cyril Collard
Pour les personnes ayant le même patronyme, voir Collard.
Cyril Collard, né le 19 décembre 1957 à Paris 16e et mort le 5 mars 1993 à Versailles, est un acteur, scénariste, réalisateur, écrivain et musicien français.

## Biographie

### Jeunesse et formation
Cyril Collard naît dans le 16e arrondissement de Paris de Claude Collard, ingénieur centralien et sportif de haut niveau, connu pour son engagement dans le milieu du judo — en tant que président de la Fédération française de judo —, et de Janine Choquier, ex-mannequin de la Maison Jacques Heim (née Chokier, fondatrice de la Fondation Cyril Collard, décédée en 2014). De ce couple, Cyril Collard est l'unique enfant.
Il fait ses premières classes à l'école Saint-Exupéry de Versailles. Après des études secondaires au Collège privé catholique de Passy-Buzenval (à Rueil-Malmaison), il obtient, en 1974 et à seize ans, son baccalauréat, avec mention bien, et s'inscrit en maths sup au lycée Hoche de Versailles. En 1977, à l'issue de sa deuxième année de maths spé, il est admis par le concours Centrale-Supélec comme élève-ingénieur à l'Institut industriel du Nord (École centrale de Lille), et suit des cours de filmologie à l'université Lille-III. Parallèlement, son travail d'écriture s'intensifie et il donne des textes à une revue d'élèves-ingénieurs baptisée Fourre-tout.
En 1979, il décide d'abandonner ses études d'ingénieur. Il voyage, notamment à Porto Rico où il vit ses premières expériences sexuelles avec des hommes, et à son retour en région parisienne, il tente le concours de l'IDHECauquel il echoue de peu (comme son futur rival créatif Hervé Guibert). Il rencontre ensuite Claude Davy, attaché de presse parisien, qui devient son mentor,.
Il participe à la création du groupe de rock CYR avec Sylvain Rondy et René-Marc Bini.

### Carrière
Il devient assistant réalisateur pour Maurice Pialat pour Loulou, où il assiste également son mentor Claude Davy à la campagne publicitaire, et À nos amours. Il joue un petit rôle dans Police et Jean-Pierre dans À nos amours. Dès 1982 il réalise ses propres courts métrages, des clips et un épisode de série télévision.
En 1987, alors qu'il vient tout juste d'apprendre sa séropositivité, il publie un premier roman, Condamné Amour (dans lequel il évoque à mots couverts les agressions sexuelles subies du fait d'adultes quand il était jeune interne collégien). Suivra la publication d'un deuxième roman autobiographique, Les Nuits Fauves en 1989.
En 1988, il réalise un court métrage avec le chorégraphe Angelin Preljocaj, Les Raboteurs, inspiré du tableau de Gustave Caillebotte.
À la fin des années 1980, il crée, pour Antenne 2, la série télévisée Le Lyonnais, diffusée à partir de 1990, dont il dirige l'un des épisodes.
Le 24 octobre 1989, invité sur le plateau de Stars à la barre, il révèle sa séropositivité.
Cyril Collard est projeté sur le devant de l'actualité avec son film Les Nuits fauves en 1992, tiré de son roman du même nom, dans lequel il explique au grand jour la menace du sida,. Le 8 mars 1993, lors de la 18e cérémonie des César, le film est couronné de quatre César, dont celui du meilleur film et du meilleur premier film. C'est le premier film à cumuler ces deux prix aux César.

### Vie privée
Cyril Collard était bisexuel ; il fut l'amant de l'actrice Corine Blue, l'interprète de la mère de Laura dans les Nuits fauves, et d'Erika Prou, petite-fille de l'écrivaine Suzanne Prou.

### Mort
Cyril Collard meurt le matin du vendredi 5 mars 1993 des suites du SIDA à l'âge de 35 ans,. Sa disparition crée un phénomène de foule et d'engouement, il est incinéré au crématorium du Père-Lachaise le 10 mars 1993 en présence d'un millier de personnes, et le président de la République François Mitterrand déclare qu'il est « un exemple pour la jeunesse française ». À sa demande, ses cendres sont dispersées au cap Espichel, au sud de Lisbonne, où il avait tourné les dernières scènes des Nuits fauves.

## Postérité

### Affaire Cyril Collard
Un an après sa mort, une polémique éclate dans les médias sur ses pratiques sexuelles à risques, qui auraient pu contaminer de multiples partenaires. L'affaire est lancée le 8 avril 1994 à partir d'une « indiscrétion » de Françoise Giroud livrée dans une transcription de son journal intime qui rapporte qu'Érika, la petite-fille de l'écrivain Suzanne Prou, est morte du sida qu'elle aurait contracté après une brève liaison, en 1984, avec Cyril Collard,,. Les tests de dépistage du sida n'apparaissent en France toutefois qu'en 1986 (l'autorisation du test de dépistage Abott intervient en juin 1985), et Cyril Collard n'apprend sa séropositivité qu'en 1987.
Michel Onfray déclare le 27 juillet 2021 sur Europe 1 : « Souvenez-vous de Cyril Collard qui avait le SIDA et qui estimait qu'il avait bien le droit de coucher avec des gens sans préservatif ».

### Fondation Cyril Collard
En 1995, la fondation Cyril Collard est créée par ses parents. Cette fondation est sous l'égide de la Fondation de France.
La fondation a pour but d'apporter un soutien matériel et moral, via l'aide à la réinsertion ou à la formation professionnelle, à des personnes atteintes par le VIH/sida.

### Hommages
Les longs métrages suivants lui sont dédiés :
- Après le sud de Jean-Jacques Jauffret
- Wolfe de Francis Bordeleau
- Q de Laurent Bouhnik.

En 2018, Christophe Honoré en fait l'un des personnages de sa pièce-hommage Les Idoles.

## Filmographie

### En tant que réalisateur
- 1981 : La Baule-Dakar (court métrage documentaire)
- 1982 : Grand huit (court métrage)
- 1986 : Alger la blanche (coécrit avec Jean-Marie Guillaume) (court métrage)
- 1986 : Le Pull-over blanc (clip de Graziella de Michele)
- 1988 : Les Raboteurs  (court métrage)
- 1990 : Le Lyonnais (série télévisée, saison 1, épisode 9 : Taggers)
- 1992 : Les Nuits fauves

### En tant que scénariste
- 1982 : Grand huit de lui-même (court métrage)
- 1986 : Alger la blanche de lui-même (coécrit avec Jean-Marie Guillaume) (court métrage)
- 1988 : Les Raboteurs de lui-même
- 1990 : Le Lyonnais (série télévisée, saison 1, épisode 9 : Taggers)
- 1992 : Les Nuits fauves de lui-même
- 1995 : Raï de Thomas Gilou (coécrit avec Thomas Gilou et d'autres) (court métrage)

### En tant que producteur
- 1982 : Grand huit de lui-même (court métrage)
- 1986 : Alger la blanche de lui-même (coécrit avec Jean-Marie Guillaume) (court métrage)

### En tant qu'assistant réalisateur
- 1980 : Loulou de Maurice Pialat
- 1981 : L'Heure exquise de René Allio (assistant-réalisateur avec Alex Koehler)
- 1983 : À nos amours de Maurice Pialat
- 1987 : Le Cœur musicien de Frédéric Rossif (réalisateur de seconde équipe)

### En tant qu’acteur
- 1981 : L'Heure exquise de René Allio : lui-même
- 1983 : À nos amours de Maurice Pialat : Jean-Pierre, le mari

- 1983 : Mariage blanc de Peter Kassovitz (téléfilm) : Mathieu
- 1983 : Le Petit Docteur (saison 1, épisode 4 La Piste de l'homme roux de Marc Simenon) (série télévisée) : Didier
- 1987 : Côté Nuit de Jean-Baptiste Huber (court métrage)
- 1992 : Les Nuits fauves de lui-même : Jean

## Publications
- Condamné Amour, Flammarion, Paris, 1987, 257 p., rééd. coll. « J'ai lu », Paris, 1993, no 3501
- Les Nuits fauves, Flammarion, Paris, 1989, 253 p., rééd. coll. « J'ai lu », Paris, 1991, no 2993
- L'Ange sauvage, carnets, Flammarion, Paris, 1993, 252 p. (publication posthume)
- L'Animal, Flammarion, Paris, 1994, 112 p. (publication posthume)

## Distinctions

### Récompenses
- Prix Méliès 1987 : Meilleur court-métrage pour Alger la blanche
- 1991 : Prix de l'Aide à la Création de la Fondation Gan pour le Cinéma pour Les Nuits fauves
- Festival du film de Turin 1992 : Prix d'Audience du meilleur film pour Les Nuits fauves
- Festival international de jeune cinéma de Torino 1992 :
  - Prix FIPRESCI pour Les Nuits fauves
  - Grand prix du jury du Meilleur film en compétition pour Les Nuits fauves
- César 1993 :
  - Meilleur film pour Les Nuits fauves
  - Meilleure première œuvre pour Les Nuits fauves

### Nominations
- César 1987 : Meilleur court métrage de fiction pour Alger la blanche
- César 1993 :
  - Meilleur réalisateur pour Les Nuits fauves
  - Meilleur scénario original ou adaptation pour Les Nuits fauves